# Choroba Krabbego
Choroba Krabbego (leukodystrofia globoidalna, ang. Krabbe disease) – uwarunkowana genetycznie choroba zwyrodnieniowa układu nerwowego, leukodystrofia globoidalna. Chorobę opisał duński neurolog Knud Haraldsen Krabbe w 1916 roku.

## Epidemiologia
Choroba jest rzadka; częstość szacuje się na 1:100 000 urodzeń. W krajach skandynawskich i w społeczności Arabów w Izraelu jest znamiennie częstsza.

## Etiologia
Chorobę Krabbego wywołują mutacje w genie GALC w locus 14q31 kodującym beta-galaktozydazę galaktocerebrozydu (EC 3.2.1.46). Dziedziczenie jest autosomalne recesywne.
Galaktoceramidaza katalizuje galaktozylceramid do galaktozy i ceramidu. Galaktoceramidaza i jej pochodna galaktozylsfingozyna są podstawowymi składnikami osłonki mielinowej. Nagromadzenie niezmetabolizowanych substratów, które są toksyczne dla oligodendrogleju prowadzą m.in. do szybko postępującej demielinizacji.

## Neuropatologia
Charakterystycznymi zmianami w układzie nerwowym są liczne komórki globoidalne (makrofagi zawierające galaktozylceramid), prawie całkowita demielinizacja i zanik oligodendrogleju. W obwodowym układzie nerwowym występuje demielinizacja, degeneracja aksonów, włóknienie i nacieki histiocytarne.

## Objawy i przebieg
85-90% pacjentów ma postać o wczesnym początku i szybko postępującą (śmierć przed 2. rokiem życia). Pozostałe 10-15% ma postać późnodziecięcą, o początku między 6. miesiącem życia a 5. dekadą życia.

### Postać wczesnodziecięca
Choroba ujawnia się około 4.-6. miesiąca życia. Obserwuje się spowolnienie rozwoju psychoruchowego, osłabienie ruchów kończyn, drgawki, zwiększoną pobudliwość ruchową, ataksję. Dochodzi do uogólnionej sztywności i przykurczy mięśniowych. Następnie rozwija się ślepota i sztywność odmóżdżeniowa, prowadząca do śmierci około 3. roku życia.

### Postać późnodziecięca
Ujawnia się około 2.-3. roku życia. Charakteryzuje się spowolnieniem rozwoju, zaburzeniami chodu, osłabieniem wzroku, funkcji intelektualnych oraz neuropatią obwodową. Rokowanie jest złe, chorzy umierają w ciągu kilku lat od rozpoznania.

## Leczenie
Nie ma dotąd możliwości leczenia przyczynowego.